# تاریکی بیرونی
تاریکی بیرونی (انگلیسی: Outer darkness) مکانی است که سه بار در انجیل متی (۸:۱۲، ۲۲:۱۳، و ۲۵:۳۰) به آن اشاره شده‌است که در آن شخص ممکن است پرتاب شود و بیافتد، و در آن گریه و دندان قروچه وجود دارد.. عموماً تاریکی بیرونی جهنم جهنم در مسیحیت پنداشته می‌شود؛ با این حال، بسیاری از مسیحیان تاریکی بیرونی را به‌طور کلی تر به عنوان مکانی برای جدایی از خدا یا از تمثیل ضیافت بزرگ استعاری که انتظار می‌رود عیسی از دیدگاه مسیحیان در بازگشت دوم خود داشته باشد، مرتبط می‌دانند.